# Chang Zheng 2F/G
Chang Zheng 2F/G (长征二号F/G) eller CZ-2F/G eller Long March 2F/G är en kinesisk bärraket som används i det kinesiska rymdprogrammet för att skjuta upp rymdstationer.
Chang Zheng 2F/G är en utvecklad variant av den driftsäkra och beprövade Chang Zheng 2F. Totalt har 170 tekniska ändringar gjorts sedan Chang Zheng 2F. Chang Zheng 2F/G kan konfigureras för att skjuta upp både bemannad och obemannad nyttolast. När Chang Zheng 2F/G skjuter upp obemannad nyttolast monteras inte nödutrymningstornet på toppen vilket bidrar till att hålla nere raketens vikt och ökar möjligheten till tyngre nyttolast. Den mer utrymmeskrävande obemannade nyttolasten gör att kåpan runt nyttolasten är större vid obemannad konfiguration.
Chang Zheng 2F/G har bland annat används för att skjuta upp de båda rymdstationerna Tiangong 1 och Tiangong 2.

## Uppskjutningshistorik
| Nr | Datum (UTC) | Startplats                           | Nyttolast                                | Omloppsbana | Utförande |
| -- | --- | ------------------------------------ | ---------------------------------------- | ----------- | --------- |
| 1  | 29 september 2011, 13:16 | Jiuquans satellituppskjutningscenter | Tiangong 1                               | LEO         | Lyckad    |
| 1  | Kinas första rymdstation |                                      |                                          |             |           |
| 2  | 31 oktober 2011, 21:58 | Jiuquans satellituppskjutningscenter | Shenzhou 8                               | LEO         | Lyckad    |
| 2  | Obemannad. Dockade med Tiangong 1. |                                      |                                          |             |           |
| 3  | 16 juni 2012, 10:37 | Jiuquans satellituppskjutningscenter | Shenzhou 9                               | LEO         | Lyckad    |
| 3  | Kinas fjärde bemannade rymdflygning, med Jing Haipeng, Liu Wang och Liu Yang (första kinesiska kvinnan i rymden). Dockade med Tiangong 1.         |                                      |                                          |             |           |
| 4  | 11 juni 2013, 09:38 | Jiuquans satellituppskjutningscenter | Shenzhou 10                              | LEO         | Lyckad    |
| 4  | Kinas femte bemannade rymdflygning, med Nie Haisheng, Zhang Xiaoguang och Wang Yaping (andra kinesiska kvinnan i rymden). Dockade med Tiangong 1. |                                      |                                          |             |           |
| 5  | 15 september 2016, 14:04:00 | Jiuquans satellituppskjutningscenter | Tiangong 2                               | LEO         | Lyckad    |
| 5  | Kinas andra rymdstation |                                      |                                          |             |           |
| 6  | 16 oktober 2016, 23:30 | Jiuquans satellituppskjutningscenter | Shenzhou 11                              | LEO         | Lyckad    |
| 6  | Kinas sjätte bemannade rymdflygning, med Jing Haipeng och Chen Dong. Dockade med Tiangong 2.                                                      |                                      |                                          |             |           |
| 7  | 4 september 2020, 07:30 | Jiuquans satellituppskjutningscenter | Chinese reusable experimental spacecraft | LEO         | Lyckad    |
| 7  | Testflygning av Chinese reusable experimental spacecraft                                                                                          |                                      |                                          |             |           |
| 8  | 17 juni 2021, 01:22:31 | Jiuquans satellituppskjutningscenter | Shenzhou 12                              | LEO         | Lyckad    |
| 8  | Kinas sjunde bemannade rymdflygning, med Nie Haisheng, Liu Boming och Tang Hongbo. Dockade med Tiangong.                                          |                                      |                                          |             |           |
| 9  | 15 oktober 2021, 16:23:56 | Jiuquans satellituppskjutningscenter | Shenzhou 13                              | LEO         | Lyckad    |
| 9  | Kinas åttonde bemannade rymdflygning, med Zhai Zhigang, Wang Yaping och Ye Guangfu. Dockade med Tiangong.                                         |                                      |                                          |             |           |
| 10 | 5 juni 2022 02:44:10.460 | Jiuquans satellituppskjutningscenter | Shenzhou 14                              | LEO         | Lyckad    |
| 10 | Kinas nionde bemannade rymdflygning, med Chen Dong, Liu Yang och Cai Xuzhe. Dockade med Tiangong.                                                 |                                      |                                          |             |           |

## Planerade uppskjutningar
| Datum         | Nyttolast   |                                          |
| december 2022 | Shenzhou 15 | Bemannad, kommer att docka med Tiangong. |
| juni 2023     | Shenzhou 16 | Bemannad, kommer att docka med Tiangong. |